# Krudt og klunker
Krudt og klunker er en dansk film fra 1958, skrevet af Finn Methling og Annelise Hovmand, der også instruerede.

## Medvirkende
- Gunnar Lauring
- Vera Gebuhr
- Sigrid Horne-Rasmussen
- Elga Olga Svendsen
- Johannes Meyer
- Vivi Bak
- Jørgen Reenberg
- Kjeld Petersen
- Dirch Passer
- Ole Monty
- Johannes Marott
- Lise Thomsen
- Svend Bille
- Mogens Brandt
- Jørgen Ryg
- Lili Heglund
- Miskow Makwarth
- Peter Kitter
- Minna Jørgensen
- Vera Stricker